# Saison 5 de Grown-ish
Cet article recense la liste des épisodes de la cinquième saison de la série télévisée américaine Grown-ish.

## Distribution[1]
- Yara Shahidi (Zoey Johnson)
- Marcus Scribner (Andre Johnson Jr.)
- Trevor Jackson V (Aaron)
- Diggy Simmons (Doug)
- Daniella Taylor (Kiela)

## Épisodes
La saison comprend 18 épisodes.